# Автопаркова вулиця (Київ)
Автопа́ркова ву́лиця — вулиця в Дарницькому рійоні міста Києва, селище Бортничі. Пролягає від Світлої вулиці до вулиці Коцюбинського.
Прилучається Високовольтний провулок.

## Історія
Вулиця виникла в 80-ті роки XX століття під назвою Нова. Сучасна назва — з 1985 року.